# Euxoa dsheiron
Euxoa dsheiron är en fjärilsart som beskrevs av Brandt 1938. Euxoa dsheiron ingår i släktet Euxoa och familjen nattflyn. Inga underarter finns listade i Catalogue of Life.